# Midden-Oosten

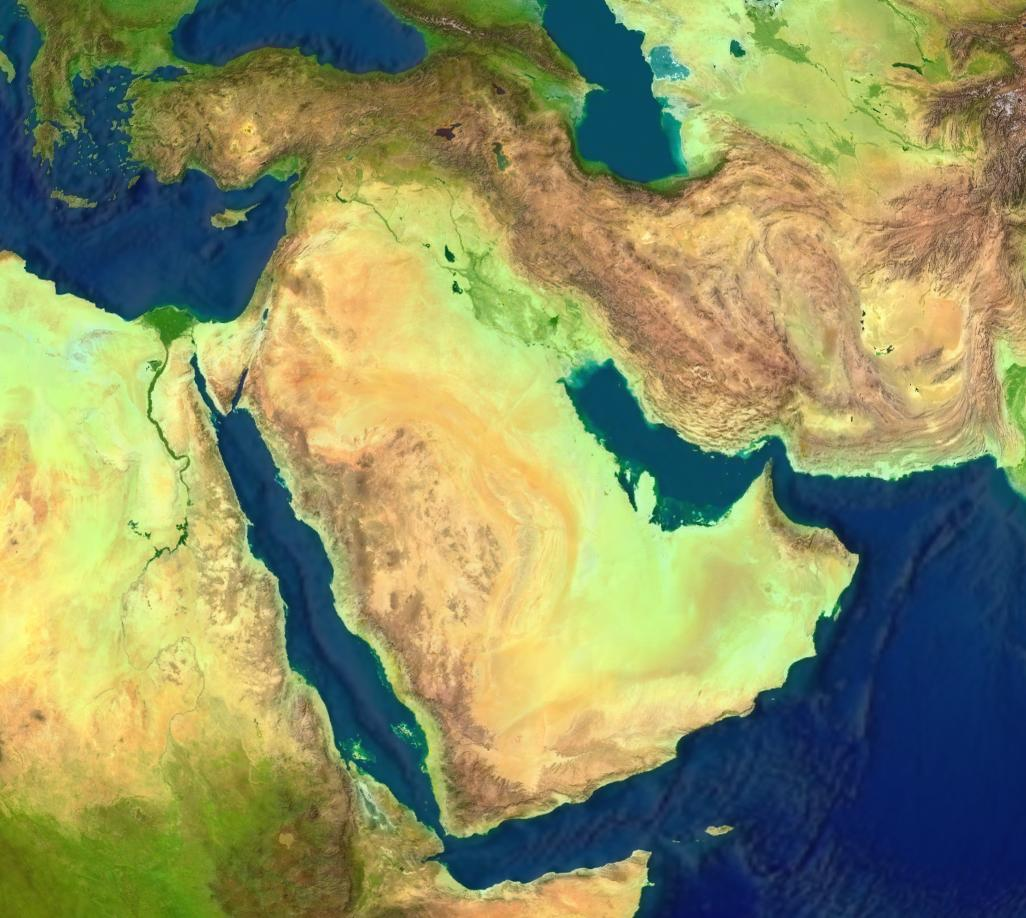
Het Midden-Oosten geografisch

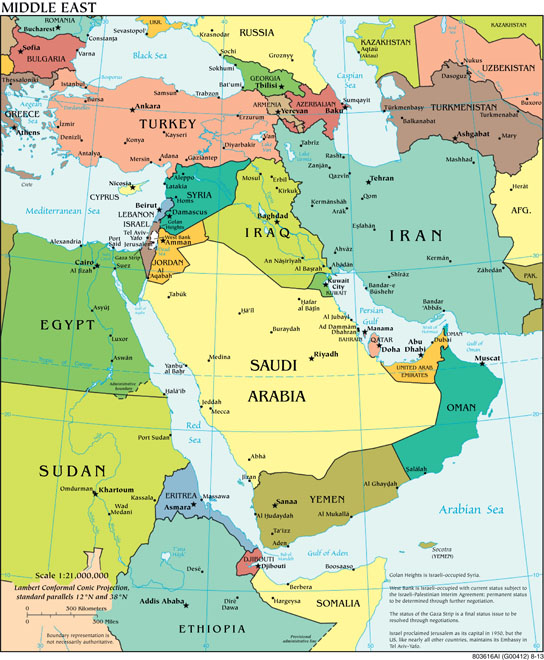
Het Midden-Oosten staatkundig

Het Midden-Oosten (Arabisch: الشرق الأوسط, ash-Sharq al-Awsaṭ, Turks: Orta Doğu, Perzisch: خاورمیانه châvar-e miyâne, Hebreeuws: המזרח התיכון ha-mizrach ha-tichon) is een historische en politieke regio van Afrika-Eurazië. De term Midden-Oosten werd rond 1900 populair in het Verenigd Koninkrijk. Het gebied is niet precies bepaald, maar meestal worden met 'het Midden-Oosten' de landen in Zuidwest-Azië en delen van Noord-Afrika bedoeld. Met de term Midden-Oosten wordt ook de cultuur van het gebied aangeduid, gebaseerd op bijvoorbeeld religie of taal.
De Vruchtbare Sikkel ligt in haar geheel in het Midden-Oosten. Dit gebied is een van de plaatsen waar de landbouw is ontstaan, en de vroegste beschaving op aarde kwam er tot ontwikkeling, die van de Sumeriërs. Sindsdien is het Midden-Oosten belangrijk geweest voor de wereld. Onder meer omdat er drie grote religies ontstaan zijn, maar ook omdat het een doorgeefluik was tussen het Westen en het Oosten. De Sassaniden bijvoorbeeld hadden goede banden met China en de Zijderoute liep ook door het Midden-Oosten. Nog steeds is het Midden-Oosten economisch erg belangrijk, omdat het het grootste deel van de wereldwijde aardolievoorraden bevat.
Tegenwoordig is het Midden-Oosten nog steeds het toneel van politieke en religieuze spanningen.

## Naamgeving
Het begrip Midden-Oosten lijkt rond 1900 in het Verenigd Koninkrijk te zijn ontstaan, en werd ook elders een gebruikelijke term na de instelling van het Britse Midden-Oosten-Commando in 1939. Voordien sprak men meestal van het Nabije Oosten, een term die onder andere in het Duits en de geschiedeniscontext nog steeds wordt gebruikt. Het West-Aziatische deel werd ook wel Voor-Azië genoemd.
De term 'Midden-Oosten' gaat, net als het Verre Oosten, uit van het specifieke geografische gezichtspunt van Europa, en wordt daarom wel als eurocentrisch gekritiseerd. Andere aanduidingen hebben echter ook hun tekortkomingen. Zo is West-Azië weliswaar neutraler omdat deze niet uitgaat van een centrale positie van Europa in de wereld, maar niet goed geschikt omdat deze de Afrikaanse landen Libië, Soedan en het grotendeels Afrikaanse Egypte uitsluit. Ook de benaming Arabische wereld voldoet niet omdat die niet-Arabische landen zoals Iran, Israël en Turkije buitensluit, terwijl die dikwijls wel tot het Midden-Oosten worden gerekend.
Wellicht door de invloed van de westerse pers, is het Arabische equivalent van Midden-Oosten, “الشرق الأوسط”, ash-sharq-l-awsat, de standaardterm geworden voor de Arabische pers in het Midden-Oosten. Midden-Oosten heeft er dezelfde betekenis als in de westerse wereld. Het Perzische خاورمیانه , châvar-e miyâne, het Turkse Orta Doğu en het Hebreeuwse המזרח התיכון , ha-mizrach ha-tichon, betekenen eveneens Midden-Oosten.
Niet precies hetzelfde gebied als het Midden-Oosten is de Oriënt. Oriënt is een naam, die steeds minder wordt gebruikt. De term en afgeleiden daarvan zijn verwarrend, zoals de wetenschappelijke discipline oriëntalistiek, die zich bezighoudt met de bestudering van de oosterse geschiedenis, cultuur, talen, religie en volkeren. Deze wetenschappelijke discipline bestrijkt namelijk een veel ruimer gebied dan alleen het specifieke Midden-Oosten (of de onder historici en archeologen nog gebruikte term Nabije Oosten).

## Betekenis
Het Midden-Oosten heeft om verschillende redenen een belangrijke betekenis in de wereld:
- Geografisch: Het Midden-Oosten ligt op het kruispunt van drie continenten: Europa, Azië en Afrika. Hierdoor heeft zij dikwijls een culturele en economische brugfunctie vervuld tussen diverse aangrenzende gebieden.
- Religieus: Het Midden-Oosten is de bakermat van de drie monotheïstische Abrahamitische religies met bijbehorende culturele ontwikkelingen: het jodendom, het christendom en de islam. Mekka en Medina zijn heilige steden voor de islam, Jeruzalem is een heilige stad voor het joodse geloof en een belangrijke stad voor het christendom. De veel gebruikte jaartelling is gebaseerd op de vermoedelijke geboorte van Jezus Christus in Bethlehem.
- Cultureel: Het Midden-Oosten heeft in belangrijke mate bijgedragen aan andere beschavingen alsmede de beschaving in zijn algemeenheid. Zo is het gebied de bakermat van de landbouw en de eerste stedelijke beschavingen, en heeft het in de (Europese) middeleeuwen gediend als doorgeefluik voor de wetenschappelijke en de filosofische kennis van de oude Grieken, waaraan het ook het nodige heeft toegevoegd.
- Historisch: Het Midden-Oosten heeft diverse historische relaties met andere gebieden in de wereld. Het gaat dan om toestanden en gebeurtenissen als het Romeinse Rijk, het Byzantijnse Rijk, de Kruistochten, het Turkse Rijk, de invallen van de Mongolen, het Perzische Rijk, de Eerste Wereldoorlog, de Britse koloniën, de Britse en Franse mandaatgebieden en de Amerikaanse en Russische belangen en bemoeienissen.
- Economisch: Het Midden-Oosten pompt 31% van de olie van de wereldolieproductie op.[1] Het in Egypte gelegen Suezkanaal is nog altijd een belangrijke scheepvaartroute, hoewel de schepen suezmax moeten zijn, wat sinds de opkomst van de mammoettanker een aanzienlijke beperking vormt. Nog belangrijker is de Straat van Hormuz, waar een kwart van de olie doorheen moet.[2]
- Politiek: Het Midden-Oosten is een gebied waar veel conflicten zijn en worden uitgevochten. Zie: Zesdaagse Oorlog, Jom Kipoeroorlog, Noord-Jemenitische Burgeroorlog, Irak-Iranoorlog, Libanese Burgeroorlog, Eerste Golfoorlog, Tweede Golfoorlog, Iraakse Burgeroorlog, Syrische Burgeroorlog

## Geografie

### Landen
De landen die tot het Midden-Oosten worden gerekend kunnen enigszins variëren, maar in het algemeen gaat het in ieder geval om:
| - Bahrein - Egypte - Irak - Iran - Israël - Jemen - Jordanië - Koeweit | - Libanon - Oman - Palestina - Qatar - Saoedi-Arabië - Syrië - Turkije - Verenigde Arabische Emiraten |

Afhankelijk van de bron worden hier ook nog een of meerdere van onderstaande landen bij gerekend:
| - Afghanistan - Libië |

Tot slot worden soms ook nog een of meerdere van onderstaande landen bij het Midden-Oosten in brede zin gerekend:
| - Algerije - Armenië - Azerbeidzjan - Cyprus - Djibouti - Georgië - Kazachstan - Kirgizië - Marokko - Mauritanië | - Noord-Cyprus - Oezbekistan - Pakistan - Soedan - Somalië - Tadzjikistan - Tunesië - Turkmenistan - Westelijke Sahara/SADR |

### Geologie
Het Midden-Oosten ligt op het grensvlak van drie tektonische platen, namelijk de Afrikaanse plaat, de Arabische plaat en de Euraziatische plaat. Doordat deze platen tegen elkaar aanschuiven is een aantal gebergtes ontstaan. Sommige gebieden in het Midden-Oosten, vooral Turkije en Iran, zijn seismisch actief.

### Klimaat
Een groot deel van het Midden-Oosten heeft een droog klimaat of een semi-droog klimaat. Het landschap bestaat daardoor grotendeels uit graslanden, uitgestrekte velden en woestijn.

### Water
Het Midden-Oosten is een relatief droog gebied. Belangrijke rivieren die door het gebied lopen zijn de Nijl, de Eufraat, de Tigris en de veel kleinere Jordaan. Er is niet veel oppervlaktewater, dat voor de landbouw of voor drinkwater geschikt is. Israël, Libanon en Jordanië gebruiken wel water van de Jordaan voor irrigatiedoeleinden. Grote delen van het Midden-Oosten worden voorzien van water door aquifers. Een aquifier is een watervoerende laag in de ondergrond. In Saoedi-Arabië liggen twee aquifers afkomstig uit het Paleozoïcum en het Trias onder de Jebel Tuwaiq en ten oosten van de Rode Zee, andere grote aquifers liggen onder centraal en oostelijk Saoedi-Arabië en grote delen van Noord-Afrika.
Israël probeert in zijn drinkwater te voorzien door ontzilting van zeewater, dat is een dure manier om aan water te komen. Daarom heeft het land ook een akkoord met Turkije voor de levering van drinkwater.
Tot op heden zijn er geen gewapende conflicten geweest waarbij water de hoofdrol speelde, maar met een toenemende bevolking en het verder opraken van waterbronnen wordt dit door experts in de toekomst niet ondenkbaar geacht. De bouw van enkele grote stuwdammen, onder andere van de Atatürkdam, Karkamışdam en Kebandam in Turkije in de bovenloop van Eufraat en Tigris, was tegen de zin van landen in de benedenloop in, dat waren Syrië en Irak. De Golanhoogvlakte vormt niet alleen een strategische hoogte, maar is tevens een belangrijke bron van water voor de Jordaan.
Zeven Afrikaanse landen delen de rivier met Egypte en Soedan, maar mogen het water van de Nijl niet vrij gebruiken. Egypte was volgens een koloniaal verdrag uit 1929 het enige land dat water uit de Nijl mocht gebruiken. Dat is daarna bijgesteld, maar nog steeds mag Egypte meer water uit de Nijl gebruiken dan de andere landen aan de Nijl.

## Beknopte geschiedenis

### Vóór Christus
Rond 2400 v.Chr. waren in het gebied van Mesopotamië, ongeveer overeenkomend met het huidige Irak, al grote beschavingen te vinden. Onder meer de Sumeriërs, Assyriërs, Babyloniërs en andere volken vormden in het gebied opeenvolgend grote staten. Niet veel later ontstond ook de Oud-Egyptische beschaving.
In de periode tussen 1500 en 1000 v.Chr. veroverden de Israëlieten grote delen van Kanaän. Hieruit ontstond in de 11e eeuw v.Chr. het Israëlitische koninkrijk.
Vanaf ongeveer 800 v.Chr. werd de regio gedomineerd door enkele grote rijken. Het eerste was het Nieuw-Assyrische Rijk dat zich uitstrekte over Mesopotamië, Egypte en Syrië. Het latere Perzische Rijk van de Achaemeniden werd in de 4e eeuw v.Chr. verslagen door Alexander de Grote die het gebied inlijfde bij het Macedonisch-Griekse Rijk. Hierdoor kwam deze regio in aanraking met de Griekse taal en cultuur waaruit het hellenisme ontstond. De volgende 200 jaar kwamen enkele Griekssprekende dynastieën op waaronder de Seleuciden in Syrië en de Ptolemaeën in Egypte.

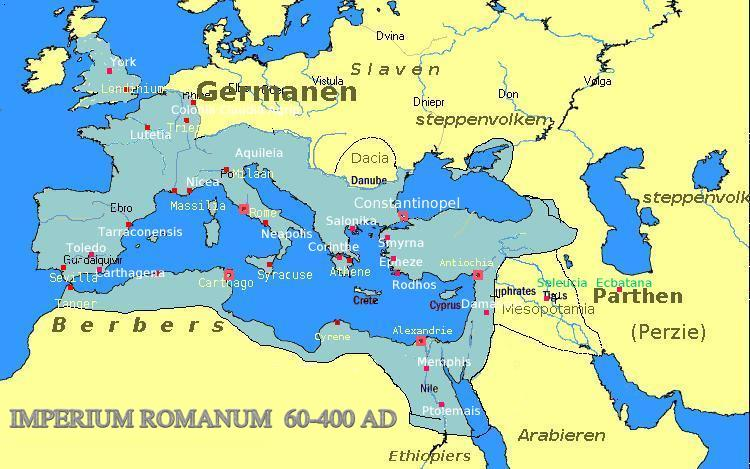
Situatie in 60 n.Chr. Een vrij groot deel van wat nu het Midden-Oosten heet, maakte deel uit van het Romeinse Rijk.

In de 1e eeuw v.Chr. werd een deel van het gebied, de streek rondom de Middellandse Zee, veroverd door het Romeinse Rijk. Hierdoor werd dit gedeelte van het Midden-Oosten verenigd met Noord-Afrika en een groot deel van Europa.

### Eerste eeuwen na Christus
In de eerste eeuwen na Christus verspreidde het christendom zich over de door de Romeinen bezette gebieden van het Midden-Oosten. In de 4e eeuw werd het Romeinse Rijk opgevolgd door het Byzantijnse Rijk met als hoofdstad Constantinopel, het huidige Istanboel. Ten oosten van het Byzantijnse Rijk, in Perzië (Iran), kwamen de Parthen en later de Sassaniden op. Mesopotamië lag als een buffer tussen het Byzantijnse Rijk en de Perzische rijken in.

### Opkomst islam
Door de opkomst van de islam kreeg het Midden-Oosten in korte tijd de cultuur, religie en een identiteit, die het ten opzichte van Europa en Afrika in de 21e eeuw in grote lijnen nog steeds heeft. Na de komst van de islam, in de 7e eeuw na Christus, werd dit gebied vooral door deze wereldreligie bepaald. Nog steeds leven er minderheden van oudere culturen en religies, bijvoorbeeld de Kopten in Egypte, Chaldeeuwse christenen in Irak en Maronitische christenen in Libanon, in het Midden-Oosten. Vanaf 634 werd de islam door volgelingen van Mohammed vanuit Mekka verspreid. Mohammed en zijn volgelingen stichtten het Arabische Rijk. In 636 werd Palestina veroverd, in 637 Mesopotamië, in 640 Egypte en Syrië en in 642 Perzië.
Het Arabisch, de taal van de Koran, werd de lingua franca van het Midden-Oosten. Het geloof in één leider of kalief, zowel religieus als wereldlijk, leidde tot de vorming van het kalifaat. In deze tijd verklaarden de Arabische moslims de oemma, één land voor alle moslims, als een religieus ideaal te zien.
Maar al snel kwamen er scheuren in het verenigde Midden-Oosten. Met de dood van Kalief Ali nabij de stad Koefa in 661 trad een definitieve scheuring op binnen de islam, waaruit het soennisme en het sjiisme ontstonden. In het oosten werd Perzië snel min of meer onafhankelijk en overwegend sjiitisch.
De Arabische legers veroverden steeds meer gebieden in Noord-Afrika en Spanje. Ook voeren Arabische handelsschepen naar India, Indonesië en langs Oost-Afrika.
Het Midden-Oosten kende in deze periode een grote culturele bloei. Waar Europa na de val van het Romeinse Rijk in een diepe crisis kwam, met een dalende bevolking, invasies en opkomende armoede, kwamen steden als Alexandrië, Basra, Damascus en vooral Bagdad tot grote bloei. De bevolking van deze steden groeide en op gebieden als literatuur, architectuur, geneeskunde en wetenschap kwam de regio voor te liggen op Europa.

### Kruistochten
Toen in 1071 het christelijke Byzantijnse Rijk in de Slag bij Manzikert door de islamitische Seltsjoeken werd verslagen, stuurde de Byzantijnse keizer Alexios I Komnenos een verzoek om hulp aan paus Urbanus II. Deze organiseerde in 1095 de eerste kruistocht en dit leger van kruisvaarders veroverde Jeruzalem in 1099. Hierna stichtten zij het Koninkrijk Jeruzalem, evenals drie andere staatjes. De rijken van de Abbasiden, Seltsjoeken en Fatimiden reageerden enigszins onverschillig aangezien zij nauwelijks geïnteresseerd waren in het gebied.
In 1187 veroverde de Koerdische leider Saladin Jeruzalem op de kruisvaarders. Hierna werden nog verschillende kruistochten georganiseerd, maar geen daarvan waren van grote invloed op het Midden-Oosten.

### Mongolen
In 1219 vielen Mongoolse troepen onder leiding van Dzjengis Khan het Midden-Oosten binnen. In 1243 werden de Seltsjoeken vazallen en met de val van de hoofdstad Bagdad in 1258 werd het rijk van de Abbassiden vernietigd. In 1258-1260 werden de mammelukken uit Syrië verdreven. De Mongolen bleven tot de dood van Timoer Lenk in 1405, die zowel Turks als Mongools wordt beschouwd, de grootste macht in het Midden-Oosten.

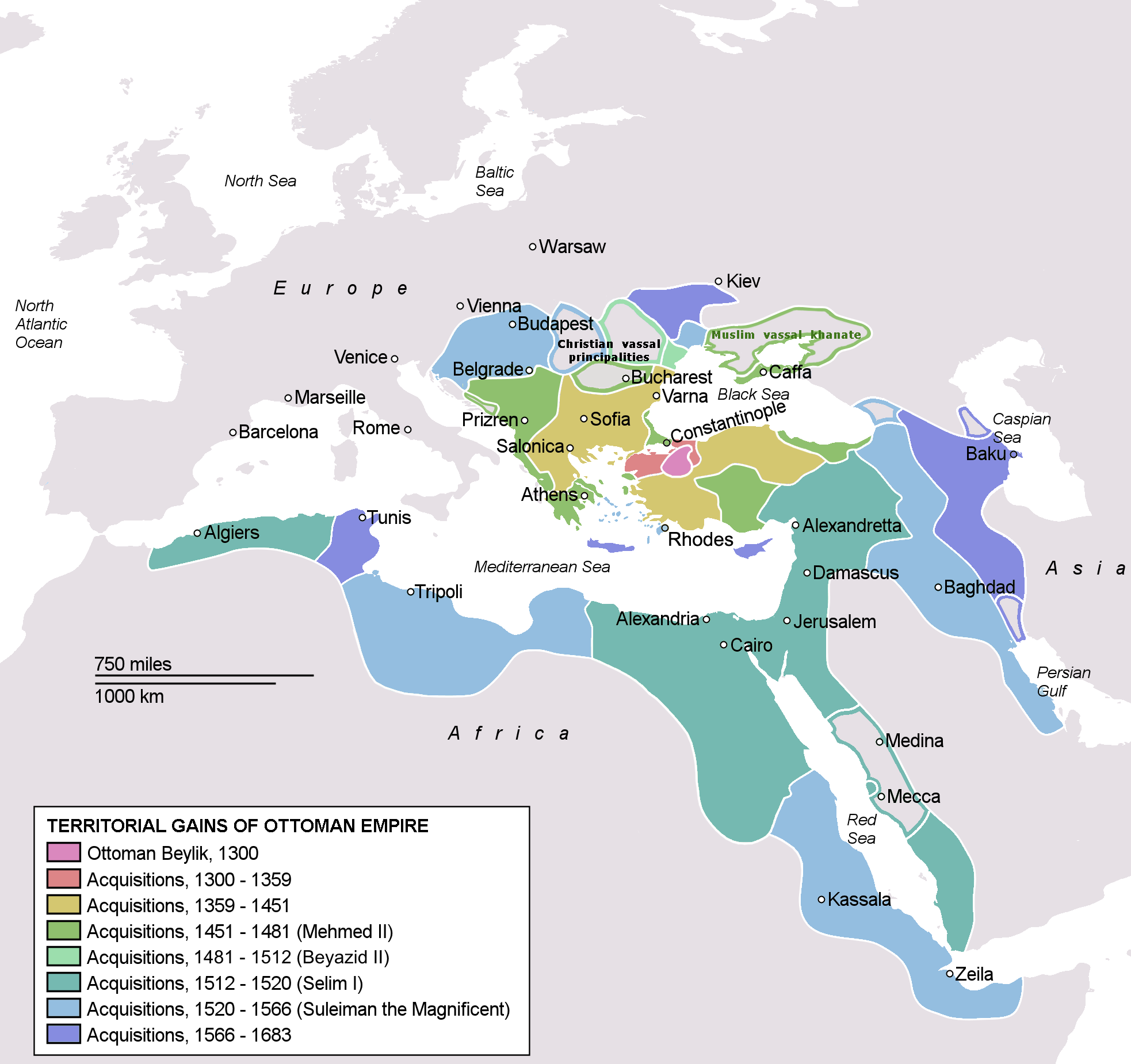
Situatie in 1683. Het Ottomaanse Rijk was op zijn hoogtepunt en grote delen van het Midden-Oosten maakten er deel van uit.

### Ottomaanse Rijk
Rond 1330 kwam Osman I in Anatolië aan de macht. Hij stichtte het Ottomaanse Rijk. Nadat het in de eerste eeuwen van zijn bestaan op de Balkan en in Oost-Europa veel gebied had veroverd, begon het rijk in 1516 met de verovering van Syrië, Palestina en Egypte op de mammelukken. In 1517 erkende de sjarief van Mekka de Sultan als kalief. In 1534 werd Bagdad veroverd en in 1546 Basra. Ook Bahrein en delen van Oman en Jemen vielen onder Ottomaanse controle. Tot aan de Eerste Wereldoorlog hield het Ottomaanse Rijk zijn greep op het Midden-Oosten.

### Eerste Wereldoorlog
Tijdens de Eerste Wereldoorlog, waarin het Ottomaanse Rijk werd verslagen door de Entente, veranderde de politieke situatie ingrijpend. Van de meeste huidige staten werd tijdens deze oorlog het grondgebied bepaald. De Britse officier Thomas Edward Lawrence haalde Hoessein ibn Ali, de sjarief van Mekka, over om de Arabische opstand tegen de Ottomanen te beginnen. De Britten beloofden in de Hoessein-McMahoncorrespondentie aan de sjarief onafhankelijkheid voor de Arabieren. Zover kwam het echter niet, want na de oorlog besloot de Volkenbond dat de nieuwe landen Irak, Transjordanië, en Palestina onder Brits mandaat en Syrië en Libanon onder Frans mandaat kwamen te vallen. De Britten gaven Irak en Transjordanië een zekere autonomie, de andere gebieden bleven onder strengere controle.

### Tweede Wereldoorlog
De Tweede Wereldoorlog ging grotendeels aan het Midden-Oosten voorbij. Perzië (Iran), dat de zijde van Duitsland had gekozen, werd vervolgens door de geallieerden binnengevallen. Generaal Erwin Rommel bereikte in 1942 vanuit Libië Egypte, maar de Britten wisten ten westen van de Nijl, bij El Alamein stand te houden. In maart 1943 waren de asmogendheden verdreven uit Noord-Afrika.

### Einde mandaten en oprichting van de staat Israël
In 1943 werd het Franse mandaat over Libanon opgeheven en werd Libanon een onafhankelijke republiek. Hierbij werd het zogenaamde Nationaal Pact gesloten waarbij werd bepaald dat de president altijd een christen (maroniet) zou zijn, de premier een soenniet en de voorzitter van het Huis van Afgevaardigden een sjiiet. Gedurende de jaren veertig en vijftig was de situatie in Libanon stabiel, hoewel er wel degelijk ongenoegen waarneembaar was onder de sjiieten, die, hoewel hun bevolkingsgroep steeds meer toenam, nog altijd een tweederangs positie bekleedden in de regering. De jaren vijftig en zestig waren tijden van grote economische voorspoed en ver doorgedreven markteconomie. Binnen enkele jaren na de oorlog werden ook de andere mandaten opgeheven en werden deze landen zelfstandig. Op 22 maart 1945 werd de Arabische Liga gevormd.
In 1917 was de Balfour-verklaring uitgegeven, die de Joden de vorming van een Joods Nationaal Tehuis in Palestina beloofde. Al voor de oprichting van de staat Israël vormde het zionisme een bron van spanning in het toenmalige Palestina. De zionistische territoriale claim is bevochten door de Arabische landen en de Palestijnen. Nadat het Britse mandaat voor Palestina afliep, werd in 1948 de staat Israël uitgeroepen. De Arabieren, die al decennia tegen de instroom van Joden waren, verklaarden prompt de oorlog, wat leidde tot de Eerste Arabisch-Israëlische oorlog.

### Koude Oorlog
In 1956 wilden de Fransen en Britten het Suezkanaal, dat door de Egyptische president Nasser genationaliseerd was, opnieuw onder controle krijgen. Zij maakten een geheime afspraak met Israël, dat zelf de Sinaï wilde controleren om Egyptische aanvallen te kunnen weerstaan, waarna de Suezcrisis van 1956 een feit was. De Verenigde Staten steunden de aanval niet, waarmee de VS aan invloed wonnen. Ook de Sovjet-Unie mengde zich in de politiek van het gebied, op zoek naar invloed. De Sovjets steunden verschillende landen in hun Arabisch-nationalistische aspiraties.

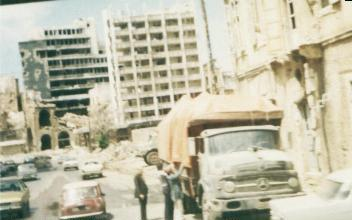
Beiroet in 1978 ten tijde van de Libanese Burgeroorlog

In 1958 kwamen de moslims in Libanon in opstand omdat zij een nieuwe volkstelling eisten. Zij meenden dat de volkstelling uit 1932 achterhaald was en dat zij inmiddels de meerderheid van de Libanese bevolking uitmaakten. De Libanese regering gaf geen gehoor aan de eis van de moslims en met Amerikaanse steun werd de opstand onderdrukt.
In de jaren 50 was de spanning tussen monarchistische, prowesterse regeringen en meer socialistisch georiënteerde regeringen gegroeid. Hierdoor kwamen onder meer Syrië en Jordanië steeds meer tegenover elkaar te staan. De moord in 1960 op de Jordaanse minister-president Hazza al-Majali werd door Jordanië toegeschreven aan Syrië, dat op dat moment deel uitmaakte van de Verenigde Arabische Republiek. De spanning nam nog verder toe toen Koning Hoessein van Jordanië in 1966 officieel de steun aan de PLO opzegde. Na de Zesdaagse Oorlog van 1967 werden veel Palestijnen naar Jordanië verdreven. Tijdens Zwarte September (september 1970) kwamen ze in conflict met het Jordaanse leger. Die maand trok een militaire eenheid van Syrië Jordanië binnen om de Palestijnen te ontzetten. Het Syrische leger werd teruggedreven, maar de spanning tussen Syrië en Jordanië bleef. Radicale Palestijnen zouden gedurende de jaren zeventig en tachtig wereldwijd vele vliegtuigkapingen, gijzelingen en ontvoeringen uitvoeren.
In 1973 vond er in Libanon opnieuw een geweldsuitbarsting plaats tussen regeringsmilities en de in Libanon verblijvende Palestijnen van de PLO. Daarnaast brak er een strijd uit tussen de falangisten van Pierre Gemayel en diverse islamitische partijen. In 1975 brak de Libanese Burgeroorlog uit. De verschillende partijen in de burgeroorlog raakten ook onderling verdeeld, wat de onoverzichtelijkheid in het conflict vergrootte. In 1976 vielen Syrische troepen Libanon binnen, later gevolgd door VN-troepen en het Israëlische leger (1977 en 1982).
Nadat in 1979 de Iraanse Revolutie werd gehouden, waarbij de prowesterse sjah werd afgezet ten gunste van de fundamentalistische ayatollah Khomeini, viel buurland Irak onder Saddam Hoessein Iran binnen. De bloedige Irak-Iranoorlog duurde zeven jaar en kostte waarschijnlijk aan 1 miljoen mensen het leven.

### Einde van de 20e eeuw
In 1989 werd onder druk van Arabische landen het Vredesakkoord van Taif gesloten, waarmee een einde kwam aan de Libanese Burgeroorlog. Het zou nog tot het jaar 2000 duren voordat de Israëlische troepen zich uit Libanon zouden terugtrekken en tot 2005 voordat ook de Syrische troepen verdwenen.
In 1990 viel Irak buurland Koeweit binnen. Vrijwel de gehele Arabische wereld veroordeelde de inval en onder leiding van de Verenigde Staten werd in de Golfoorlog van 1990-1991 Koeweit bevrijd.
De Palestijnse leider Yasser Arafat had in het conflict tussen Irak en de coalitie officieel een bemiddelende rol, maar veel Arabische landen vonden dat Arafat te veel op de hand van Saddam Hoessein was. Als gevolg hiervan werd de geldkraan naar de PLO vanuit de Arabische wereld grotendeels dichtgedraaid. De PLO kwam hierdoor in grote problemen en moest haar koers herzien.
In Oslo werden 'geheime' vredesbesprekingen gehouden tussen Israël en de Palestijnen, waarna in 1993 de Oslo-akkoorden gesloten worden. De Palestijnen krijgen beperkte autonomie met uitzicht op een eigen staat in ruil voor de erkenning van Israël. Yasser Arafat, de Israëlische minister-president Yitzchak Rabin en de Israëlische minister van Buitenlandse Zaken Shimon Peres ontvingen hiervoor de Nobelprijs voor de Vrede.

### 21e eeuw
Op 11 september 2001 werd de wereld opgeschrikt toen drie, door fundamentalistische moslims van al Qaida, gekaapte vliegtuigen zich in het World Trade Center en het Pentagon boorden. Een vierde vliegtuig stortte neer in onbewoond gebied. De Verenigde Staten openden de strijd tegen terrorisme. Allereerst werd Afghanistan aangevallen, waar Al Qaida diverse bases had. Het Talibanregime in Afghanistan werd verdreven. Begin 2003 werd Irak in de Irakoorlog binnengevallen en Saddam Hoessein afgezet. Het moslimterrorisme leidde ook in Israël, Egypte, Saoedi-Arabië, Libanon, Iran en Jordanië tot aanslagen.
Ondanks de Oslo-akkoorden kwam er geen rust in de regio. Na een bezoek van de Israëlische oppositieleider Ariel Sharon aan de Tempelberg en de Klaagmuur eind september 2000 brak de Tweede Intifada uit. De Tweede Intifada werd gekenmerkt door bloedige zelfmoordaanslagen door Palestijnse terroristen en liquidaties van Palestijnse leiders door het Israëlische leger. Aan beide kanten vielen hierdoor veel slachtoffers, vooral onder de burgerbevolking. Na de ontvoering van twee soldaten door Hezbollah vond een gewapend conflict plaats tussen Israël en Hezbollah, waarbij honderden doden vielen. Dit conflict eindigde zonder winnaar: het lukte Israël niet de ontvoerde soldaten te bevrijden, maar de militaire slagkracht van Hezbollah werd zwaar aangetast. In 2007 brak een burgeroorlog uit tussenin de Palestijnse gebieden tussen het islamistische Hamas en het meer seculiere Fatah. De gevechten leidden tot een opdeling van Palestina in een deel voor Hamas (de Gazastrook) en een deel voor Fatah (Westelijke Jordaanoever).
In 2011-12 brengt de vanuit de volksmassa opborrelende Arabische Lente achtereenvolgens diverse autoritaire regimes een na een ten val, zoals in Tunesië en Egypte, maar de toekomst is er telkens onzeker, onder meer door de hoofdrol die wordt opgeëist door islamitische fundamentalisten zoals de Moslimbroederschappen.

## Demografie
De landen van het Midden-Oosten hebben over het algemeen een jonge, groeiende bevolking, onder meer omdat de islam voor grote gezinnen is en tegen voorbehoedsmiddelen.

### Bevolkingsgroepen
Naast de sedentaire bewoners van deze landen (Arabieren, Turken, Koerden, Perzen, Joden enz.) wordt het Midden-Oosten ook nog altijd bevolkt door nomaden die in de woestijnen leven, met name de Bedoeïenen, de 'echte' Arabieren. Verder zijn er belangrijke groepen vluchtelingen, vooral binnen de regio, en arbeidsmigranten, deels ook van ver daarbuiten (vooral uit moslimlanden).
Veel landen kennen grote groepen etnische en confessionele minderheden, zoals Armenen, Assyriërs, Koerden, Druzen, Grieken, Kopten, Turkomannen. Veelal worden deze minderheden niet gelijkwaardig behandeld of zelfs systematisch onderdrukt. Vaak hebben dergelijke spanningen een etnisch-religieuze achtergrond. Zo verschillen de Arabische soennieten en sjiieten etnisch niet of nauwelijks van elkaar en zelfs de theologische verschillen zijn (vergeleken met die tussen katholieken, orthodoxen en de diverse protestantse kerken) vrij beperkt. In Irak anno 2007 plegen soennieten en sjiieten zeer regelmatig aanslagen op elkaar met honderden doden tot gevolg. Ook in streng conservatieve staten zoals Saoedi-Arabië (waar de Koran grondwet is) worden sjiieten slechter behandeld, zelfs als ze de meerderheid vormen zoals in Bahrein. In het sjiitische Iran worden op hun beurt soennieten (vooral Arabieren in het zuidwesten van het land) achtergesteld.
Ook het traditionele denken in stammen en clans leidt tot een achterstelling van groepen. In Libanon zijn de etnische en religieuze tegenstellingen al decennia een voortdurende bron van spanning. In Israël worden Arabische Israëliërs volgens diverse onderzoeken achtergesteld ten opzichte van Joden, waarvan de orthodoxe strekking bevoordeeld wordt door regeringen die afhankelijk zijn van hun extremistische partijen op de electorale wip.
In de meeste landen, vooral in de rijke Golfstaten, wonen en werken veel arbeidsmigranten. Laag- of ongeschoolde arbeidsmigranten zijn vaak afkomstig uit Zuid-Azië en Zuidoost-Azië en worden te werk gesteld onder een systeem dat kafala heet, een term uit de sharia. De werknemer is daarbij volledig afhankelijk van zijn werkgever, die ook vaak het paspoort inneemt. Het spreekt daarbij voor zich dat de arbeidsmigranten vaak slecht betaald en behandeld worden. Ze hebben geen burgerrechten en bouwen geen sociale verzekeringen op.
Daarnaast zijn er, met name in de Golfregio, veel uit het Westen afkomstige hoogopgeleide expats.

### Religie
Zie ook: Jodendom, Geschiedenis van het christendom en Geschiedenis van de islam.
Het Midden-Oosten is de bakermat van verschillende godsdiensten. Drie religies met wereldwijde aanhang vinden hier hun oorsprong: jodendom, christendom en islam; de laatste twee zijn zelfs de grootste godsdiensten van de wereld. De bijbehorende heilige geschriften van de 3 religies, respectievelijk de Tenach, de Bijbel en de Koran dragen het stempel van de cultuur van het Midden-Oosten. Verder rekenen veel aanhangers op toekomstige belangrijke gebeurtenissen in dit gebied. Voorts heeft het Samaritanisme ook nog volgelingen in Israël en Palestina. Zo verwachten (bepaalde) joden de komst van de messias die de tempel in Jeruzalem zal herbouwen en dat God vanaf de nabijgelegen Olijfberg zal beginnen met het opnieuw tot leven wekken van alle gestorvenen. De christenen geloven dat de messias al gekomen is, namelijk Jezus Christus. Veel christenen verwachten dat Jezus uit de hemel zal terugkeren op de al eerder genoemde Olijfberg om vervolgens vanuit Jeruzalem zijn vrederijk op te richten. Moslims daarentegen verwachten dat de messias (vaak ook Jezus, soms de mahdi) niet in Jeruzalem, maar in Mekka zal komen om daar een wereldgericht te houden. Daarom is Mekka voor de moslims van groot belang en richten zij zich in hun gebed tot Mekka en is het een plicht van elke moslim om ten minste eenmaal in zijn leven Mekka met het heiligdom de Ka'aba te bezoeken.
De verschillende aspiraties van deze godsdiensten zorg(d)en soms ook voor onderlinge conflicten. In het verleden was dit bijvoorbeeld het geval vanaf de 7e eeuw, toen het Byzantijnse Rijk werd teruggedrongen door de zojuist moslim geworden Arabieren en vanaf de 13e eeuw door de tot de islam bekeerde Ottomanen, die het in 1453 definitief ten val brachten. Daarnaast waren er van de 12e tot en met de 14e eeuw de Kruistochten, waarbij Europese christelijke ridders met aanhang het Heilige Land van de islamitische overheersing wilden ontdoen. De strijd tussen de joodse Israëliërs enerzijds en de Palestijnen en bepaalde Arabische landen anderzijds heeft gedeeltelijk ook een religieuze dimensie (gekregen) waarbij het vooral gaat om de status van het oude deel van Jeruzalem en daarbinnen om het complex van de Tempelberg.
In het Midden-Oosten zijn in de loop van de 20e eeuw in veel landen een seculiere regeringen aan de macht gekomen, zoals in Turkije, Irak, Egypte, Syrië, Iran (Perzië) en Israël. Soms leggen deze regeringen dwingende maatregelen op tegen religieuzen en worden kleding en religieuze gebruiken afgedaan als 'achterlijk' of zelfs verboden. Dit leidt tot conflicten met religieuze groepen. In andere landen daarentegen blijft het bewind vaak traditioneel islamitisch, wat dan weer op weerstand van moderne hervormers stuit, die voor democratie of vrouwenrechten strijden.
Volgens de meeste onderzoekers, zoals Karen Armstrong, kan het moslimfundamentalisme niet los gezien worden van de onderdrukking van religieuze waarden door seculiere machthebbers en het verlies in vertrouwen in wat het (westers) secularisme zou brengen. Voorbeelden van uitvloeisels hiervan zijn de Iraanse Revolutie, het FIS, Hezbollah en Hamas in de Palestijnse gebieden, de opkomst van islamistische partijen zoals de Moslimbroederschap in Egypte en de opkomst van terroristische organisaties zoals Al Qaida. Het moslimfundamentalisme teert bovendien op de onvrede van een groot deel van de Arabische bevolking over de militaire aanwezigheid van het westen (vooral Amerikanen) in de regio, de corruptie en dictatoriale houding van verschillende regimes en de zwakke sociale positie van veel burgers.
Niet alleen richten deze groepen zich tegen het Westen of Israël, maar vaker nog zijn seculiere leiders, zoals president Anwar Sadat van Egypte, of zelfs andere groepen moslims het slachtoffer, zoals de sjiieten in Irak. Niet alleen in islamitische landen speelt deze problematiek, ook in Israël en Libanon zijn er spanningen tussen seculiere en religieuze waarden. Het aantal christenen in het Midden-Oosten neemt snel af. Tot halverwege de 20e eeuw kenden veel landen in het Midden-Oosten ook een aanzienlijke Joodse gemeenschap. Na de Arabisch-Israëlische Oorlog van 1948 vluchtte het overgrote deel van deze Joden naar Israël, ook wel genoemd, de Joodse exodus uit de Arabische wereld.
Het Midden-Oosten kent dankzij zijn millennialange geschiedenis van beschavingen meerdere syncretische religies die in de 21e eeuw nog volgelingen hebben:
- Ahl-e Haqq (onduidelijk)
- Alevitisme (veilig)
- Alawitisme (veilig)
- Bahaïsme (veilig)
- Druzisme (veilig)
- Mandaïsme (ernstig bedreigd)
- Manicheïsme (uitgestorven)
- Shabakisme (ernstig bedreigd)
- Yedizisme (enigszins bedreigd)
- Zoroastrisme (enigszins bedreigd)

Door oorlogen en de toename van religieuze onderdrukking in de overwegend islamitische staten van het Midden-Oosten staan de meeste van deze religies echter ernstig onder druk en worden deze in veel gevallen met uitsterven bedreigd.

### Talen
Er worden in het Midden-Oosten talen uit verschillende families gesproken, waaronder Indo-Europese talen, Semitische (waaronder het heilig Arabisch van de Koran), Afro-Aziatische talen en Altaïsche talen.
De meest gesproken talen in het gebied zijn Arabisch (inclusief de dialecten), Perzisch en Turks. Andere talen die gesproken worden zijn onder meer Abchazo-Adygese talen, Armeens, Azerbeidzjaans, Beloetsji, Berbertalen, Georgisch, Grieks, Hebreeuws, Koerdisch, Syrisch (een variant van het Aramees), Urdu en Jiddisch.
Vooral de midden- en bovenklasse in landen als Egypte, Jordanië, Israël, Irak en Koeweit spreken Engels. In Israël, Libanon, Syrië, Marokko en Egypte spreken ook veel mensen Frans.
In veel landen in het Midden-Oosten wonen grote groepen mensen die oorspronkelijk afkomstig zijn uit Zuid-Azië, zoals India, en in die landen zijn deze talen grote minderheidstalen. In Israël spreekt ongeveer 5% van de bevolking Roemeens. Ook in Arabisch-sprekende landen zijn relatief veel inwoners die het Roemeens beheersen; naar schatting hebben ongeveer een half miljoen mensen uit Arabisch-sprekende landen in de jaren 80 van de 20e eeuw in Roemenië gestudeerd. In Israël wordt daarnaast door een grote groep van de bevolking Russisch gesproken, als gevolg van de grote migratie van Russische joden naar Israël in de tweede helft van de jaren 90.

## Politiek
Het Midden-Oosten kent verschillende politieke systemen. Sommige landen zijn (gedeeltelijk) democratisch, maar de meeste landen in het Midden-Oosten worden dictatoriaal of autoritair geregeerd. Sinds het begin van de Arabische Lente hebben revoluties voor democratie plaatsgevonden in Tunesië, Egypte en Libië. Samen met Noord-Afrika wordt het Midden-Oosten gerekend tot de MENA-regio. (SWANA Regio)
The Economist stelt elke twee jaar een democratie-index op, waarbij alle landen beoordeeld worden op hun democratiegehalte. Geen van de landen in het Midden-Oosten wordt gezien als een 'volledige democratie'. Israël scoort het hoogst op de index; met een score van 7,48 (2010) geldt het als een 'onvolledige democratie'. Libanon, Turkije, de Palestijnse Autoriteit en Irak zijn geclassificeerd als een 'hybride regime' en zijn dus deels democratisch, deels autoritair. Alle overige landen worden als autoritair beschouwd. Saoedi-Arabië wordt als het meest autoritaire land van het Midden-Oosten beoordeeld.
Veel landen in het Midden-Oosten hebben een majlis, een adviesgevende raad, die advies geeft aan het staatshoofd. In de meeste landen wordt een deel van deze raad verkozen door de burgers en een ander deel van de raad benoemd door het staatshoofd.
In de Golfstaten, Jordanië en Marokko is het staatshoofd een koning, sultan of emir. In die landen is kritiek hebben op het staatshoofd strafbaar.
Onderstaande tabel toont de ontwikkeling van de mate van vrijheid aan tussen 2010 en 2012. Deze tabel wordt elk jaar gepubliceerd door Freedom House een Amerikaans onderzoeksinstituut. Landen worden geclassificeerd als 'free, partly free of not free' (vrij, gedeeltelijk vrij of niet vrij). In deze periode vond de Arabische Lente plaats.
| Land                         | 2010              | 2010           | 2010              | 2011              | 2011           | 2011              | 2012              | 2012           | 2012              |
| Land                         | Politieke rechten | Burger rechten | Status            | Politieke rechten | Burger rechten | Status            | Politieke rechten | Burger rechten | Status            |
| ---------------------------- | ----------------- | -------------- | ----------------- | ----------------- | -------------- | ----------------- | ----------------- | -------------- | ----------------- |
| Bahrein                      | 6                 | 5              | Niet Vrij         | 6                 | 5              | Niet Vrij         | 6                 | 6              | Niet Vrij         |
| Egypte                       | 6                 | 5              | Niet Vrij         | 6                 | 5              | Niet Vrij         | 6                 | 5              | Niet Vrij         |
| Gazastrook                   | 6                 | 6              | Niet Vrij         | 6                 | 6              | Niet Vrij         | 6                 | 6              | Niet Vrij         |
| Iran                         | 6                 | 6              | Niet Vrij         | 6                 | 6              | Niet Vrij         | 6                 | 6              | Niet Vrij         |
| Irak                         | 5                 | 6              | Niet Vrij         | 5                 | 6              | Niet Vrij         | 5                 | 6              | Niet Vrij         |
| Israël                       | 1                 | 2              | Vrij              | 1                 | 2              | Vrij              | 1                 | 2              | Vrij              |
| Jemen                        | 6                 | 5              | Niet Vrij         | 6                 | 5              | Niet Vrij         | 6                 | 6              | Niet Vrij         |
| Jordanië                     | 6                 | 5              | Niet Vrij         | 6                 | 5              | Niet Vrij         | 6                 | 5              | Niet Vrij         |
| Koeweit                      | 4                 | 4              | Gedeeltelijk Vrij | 4                 | 5              | Gedeeltelijk Vrij | 4                 | 5              | Gedeeltelijk Vrij |
| Libanon                      | 5                 | 3              | Gedeeltelijk Vrij | 5                 | 3              | Gedeeltelijk Vrij | 5                 | 4              | Gedeeltelijk Vrij |
| Oman                         | 6                 | 5              | Niet Vrij         | 6                 | 5              | Niet Vrij         | 6                 | 5              | Niet Vrij         |
| Qatar                        | 6                 | 5              | Niet Vrij         | 6                 | 5              | Niet Vrij         | 6                 | 5              | Niet Vrij         |
| Saoedi-Arabië                | 7                 | 6              | Niet Vrij         | 7                 | 6              | Niet Vrij         | 7                 | 7              | Niet Vrij         |
| Syrië                        | 7                 | 6              | Niet Vrij         | 7                 | 6              | Niet Vrij         | 7                 | 7              | Niet Vrij         |
| Turkije                      | 3                 | 3              | Gedeeltelijk Vrij | 3                 | 3              | Gedeeltelijk Vrij | 3                 | 3              | Gedeeltelijk Vrij |
| Verenigde Arabische Emiraten | 6                 | 5              | Niet Vrij         | 6                 | 5              | Niet Vrij         | 6                 | 6              | Niet Vrij         |
| Westelijke Jordaanoever      | 6                 | 6              | Niet Vrij         | 6                 | 5              | Niet Vrij         | 6                 | 5              | Niet Vrij         |

### Grenzen
Niet alle grenzen binnen het Midden-Oosten zijn goed gedefinieerd en dit leidt soms tot (gewapende) conflicten. Veel van de grenzen zijn gedefinieerd aan het einde van de Eerste Wereldoorlog door de verschillende verdragen die door de Volkenbond zijn bekrachtigd. Zo was de directe aanleiding voor de Irak-Iranoorlog een onduidelijke locatie van de grens in het zuiden van de landen. Ook gedeeltes van de grenzen tussen Saoedi-Arabië en Jemen en tussen Saoedi-Arabië en Irak zijn niet goed gedefinieerd, maar leiden vooralsnog niet tot grote conflicten. De grens tussen Turkije en Irak is ook nooit internationaal vastgesteld, hoewel beide landen al decennia geen aanspraak meer maken op elkaars grondgebied.

### Positie van vrouwen
In veel landen in deze regio zijn vrouwen achtergesteld, en mogen zij maar in beperkte mate deelnemen aan het publieke leven. Een uitzondering hierop vormen de seculiere Turkstalige republieken Azerbeidzjan en Turkije, waar vrouwen zowel actief als passief kiesrecht verkregen, al eerder dan veel vrouwen in Europa. Turkije heeft ook al een vrouwelijke president gehad, en kent in vergelijking met andere landen in het Midden-Oosten en zelfs in Europa veel vrouwen op topposities in het bedrijfsleven, de overheid en het onderwijs. Een zeer groot deel van de universitaire studenten in het Midden-Oosten is vrouw, met name in Turkije, Saudi-Arabië en Iran. In Turkije is zelfs een meerderheid van de technische studenten vrouw. In andere landen in het Midden-Oosten worden vrouwenrechten vaak geschonden door kledingvoorschriften, beperkende wetten, uithuwelijking en een conservatieve cultuur. Daardoor hebben zij minder inspraak in de samenleving, hoewel zij soms veel macht hebben over de directe familie. Met de Arabische Lente kwam daar in sommige landen langzaam verandering in, en verkregen vrouwen een leidende rol in oppositiebewegingen, zoals in Jemen.
In Saoedi-Arabië is echter het hele openbare leven strikt gescheiden naar sekse en, wat in andere landen in de regio ongehoord is, mogen vrouwen niet autorijden. De vrouwen mogen een opleiding volgen, maar in het zakenleven spelen ze een beperkte rol. Ook Saudische vrouwen hebben zich sinds de Arabische Lente bereid getoond om meer rechten op te eisen, door protesten te houden van autorijdende vrouwen, maar vooralsnog heeft dat nog niet tot versoepeling van het conservatieve bewind gevoerd.

## Economie

### Aardolie en aardgas

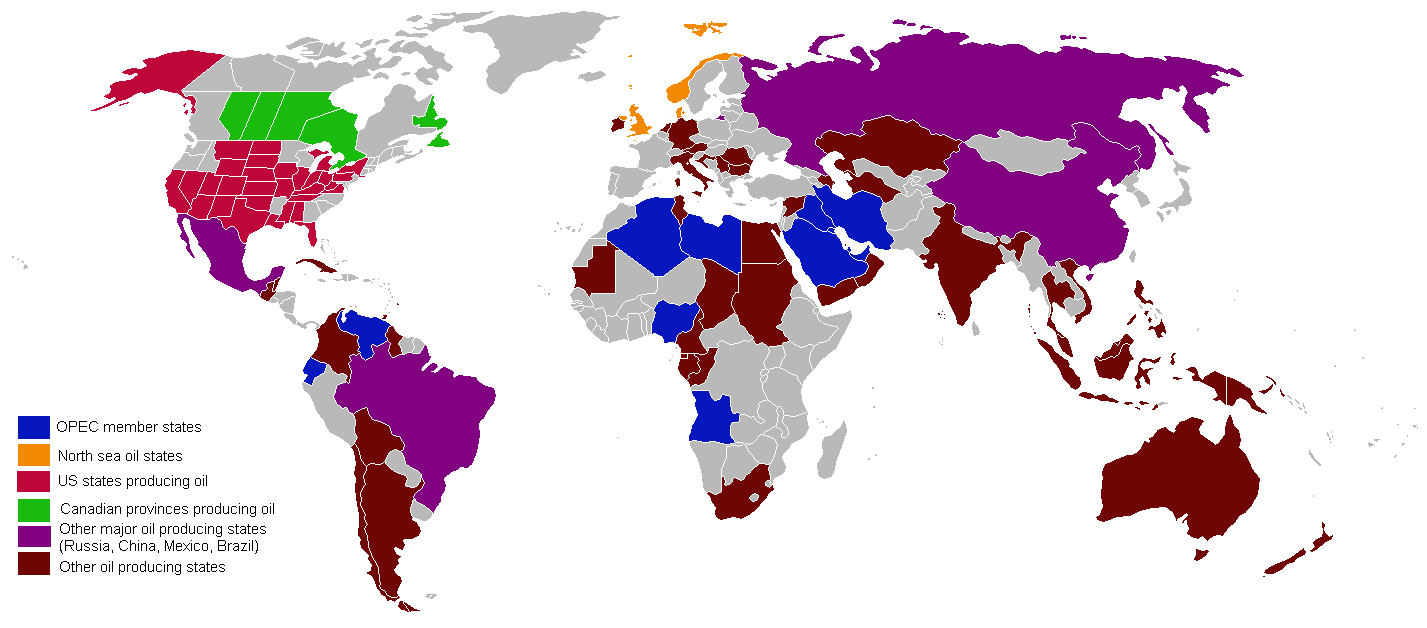
Olieproducerende landen

Het Midden-Oosten bevat de meerderheid van de wereldwijde oliereserves en aardgasreserves. Economisch en politiek is het gebied daarom zeer belangrijk. De aardolie- en aardgasreserves zijn niet gelijk verdeeld over het gebied. Sommige landen hebben veel reserves, andere vrijwel niets. Iran, Irak, Koeweit, Qatar, Saoedi-Arabië en de Verenigde Arabische Emiraten zijn lid van de Organisatie van Olie Exporterende Landen (OPEC), deze landen zijn erg afhankelijk van de olie-inkomsten. Saoedi-Arabië heeft van deze landen verreweg de grootste hoeveelheid olie, gevolgd door Irak en Iran. De kleine Golfstaten hebben eveneens aanzienlijke reserves. In 1990 viel Irak Koeweit binnen om het in te lijven, waarbij de olierijkdom van Koeweit als een van de motieven wordt gezien. Het land van de regio met de grootste bevolking, Egypte, heeft slechts zo'n 2% van de aangetoonde hoeveelheid reserves van de grootste producent, Saoedi-Arabië. Syrië heeft een relatief kleine olie en aardgas productie. Het naburige Libië, met een veel kleinere bevolking, heeft 10% van de aangetoonde hoeveelheid reserves van Saoedi-Arabië. Libanon, Israël en Jordanië hebben in het geheel geen olie.
In 2016 produceerden Bahrein, Iran, Irak, Koeweit, Oman, Qatar, Saoedi-Arabië, Syrië, Verenigde Arabische Emiraten en Jemen 2040 miljoen ton olie-equivalent (Mtoe) in 2016, 100% aardolie en aardgas. (1 Mtoe = 11,63 TWh, miljard kilowattuur.) Dat was ruim genoeg voor de energievoorziening, het TPES (total primary energy supply): 734 Mtoe. Er werd 1250 Mtoe fossiele brandstof meer geëxporteerd dan geïmporteerd.
Van de energie ging ongeveer 180 Mtoe verloren bij elektriciteitsopwekking. 70 Mtoe werd gebruikt voor niet-energetische producten zoals smeermiddelen, asfalt en petrochemicaliën. Voor energie eindgebruikers resteerde 413 Mtoe waarvan 75 Mtoe = 870 TWh elektriciteit.
De uitstoot van kooldioxide was 1770 megaton, dat is 7,6 ton per persoon. Het wereldgemiddelde was 4,4 ton per persoon.

## Cultuur

### Muziek
Het Midden-Oosten kent een eigen muziekvorm die in geen enkele andere muziekcultuur terug te vinden is. Net als in de westerse muziek gaat de Arabische muziek uit van een toonladder van 8 tonen, de maqam, maar deze zijn onderverdeeld in 17 ongelijke delen (ook wel kwarttonen genoemd). De melodie kan gebruikmaken van al deze ongelijke delen. Hierdoor zijn vormen mogelijk, die met het westerse octaafsysteem vrijwel onmogelijk zijn. De Arabische muziek heeft hierdoor een geheel eigen geluid.
Een typisch Arabisch muziekinstrument is de oed, in de Nederlands taal Arabische luit genoemd. De oed is ontstaan uit de Byzantijnse luit en enkele muziekinstrumenten die al voor de komst van de islam gebruikelijk waren, zoals de mizhar en kiran, en de Perzische barbat en sintar.
Bekende Arabische zangers/zangeressen die over het hele Midden-Oosten bekend zijn, zijn Umm Kulthum, Farid al-Atrash, Abdel Halim Hafez en Fayrouz.
Andere zangers en zangeressen hebben een meer op het Westen georiënteerde muziekstijl. In Europa bekendere voorbeelden zijn Ofra Haza (inmiddels overleden) en Noa, beiden uit Israël.

### Cinema
Met name in Egypte en Turkije zijn films populair. Egypte is de belangrijkste producent van films in de regio. Hierdoor kan het Egyptisch dialect van het Arabisch in vrijwel het hele Midden-Oosten verstaan worden. De dominante rol van de Egyptische filmindustrie is echter kleiner dan in de jaren 50 en 60 van de twintigste eeuw. Toen werden jaarlijks honderden films in Egypte gemaakt, aan het begin van de 21e eeuw zijn dit er nog maar zo'n tien per jaar. Belangrijkste redenen voor deze afname zijn de toenemende concurrentie van met name Amerikaanse films, de boycot van Egyptische films door veel Arabieren vanwege de vrede die Egypte met Israël gesloten heeft, verschillende censuurregels in de landen en de burgeroorlog in Libanon, dat voor de oorlog een grootafnemer van Egyptische films was.
Bekende filmmakers uit de bloeiperiode van de Egyptische filmindustrie zijn Kamil el-Telmassani (bekende film: The Black Market uit 1946) en Kamal al-Sheikh (bekende film: Life or death, 1954)), Youssef Chahine, (Cairo station, 1958), Henri Barakat en Chadi Abdelsalam (The Mummy uit 1970).
Ook de Turkse filmindustrie, ook wel Yesilçam genoemd naar een straat in Istanboel waar de grote filmmaatschappijen zijn gevestigd, kende een bloeiperiode halverwege de vorige eeuw. In die periode werden enkele honderden films per jaar geproduceerd. Na de militaire staatsgreep in Turkije kwam de filmindustrie onder zware censuur te staan en hoewel Turkije inmiddels een parlementaire democratie is, zijn er anno 2004 nog steeds verhalen over censuur op films.
Een bekende naam uit de Turkse filmindustrie is Yılmaz Güney, een schrijver/acteur die controversiële films maakte. In de jaren 70 werd hij gevangengezet. Na zijn ontsnapping uit de gevangenis vluchtte hij naar Frankrijk, waar hij de film Yol maakte die in 1982 een Gouden Palm won op het filmfestival van Cannes.

### Televisie
De televisie, vooral via de satelliet, kent een toenemende populariteit. Er zijn drie belangrijke, officieel onafhankelijke nieuwszenders: Al Jazeera, Al Arabia en Al Hurra (deze laatste is door de VS gesponsord) en het Iraanse Press TV. Daarnaast zijn er nog entertainment- kanalen zoals MBC, voor Franstalig Midden-Oosten het Marokkaanse 2M en het Libanese Future TV.
De Arabische versie van Idols, met deelnemers uit verschillende Arabische landen, was bijzonder populair. Uiteindelijk stemden 15 miljoen mensen, de winnaar was een studente uit Egypte die het in de finale won van een studente uit Marokko.
In het Midden-Oosten zijn er ook programma's geweest door een (dictatoriale) regeringen verboden. Zo werd de Arabische versie van Big Brother al na twee dagen door de regering van de Verenigde Arabische Emiraten verboden.

### Internet
Hoewel internettoegang in het Midden-Oosten in vergelijking met West-Europa nog beperkt is, speelt het een toenemende rol in de uitwisseling van informatie. Internet is in veel landen nog sterk gecontroleerd door de overheid.
In bijvoorbeeld Iran wordt er door bloggers actief politieke oppositie gevoerd.
Tijdens de Irakoorlog hield de Irakees Salam Pax een blog bij vanuit Bagdad, waarbij hij zijn visie op de oorlog naar de rest van de wereld kon verspreiden.